# Exochus nigriparvus
Exochus nigriparvus là một loài tò vò trong họ Ichneumonidae.